# Џулијус Јего
Џулијус Јего (енгл. Julius Yego; Чептонон, 4. јануар 1989.) је кенијски атлетичар који се такмичи у бацању копља. Надимак „Господин Јутјуб“ добио је јер је научио да баца гледајући Јутјуб видео снимке тренинга и такмичења врхунских бацача копља. Јего је афрички рекордер у бацању копља са даљином од 92,72 м.
Јего је освојио титулу у бацању копља на Афричким играма 2011. и на Првенствима Африке 2012. и 2014. године. На Светском првенству 2013. заузео је четврто место. На Светском првенству 2015. освојио је златну медаљу хицем од 92,72 м, поставши први Кенијац који је освојио златну медаљу на Светском првенству у некој не-тркачкој дисциплини. Освојио је сребро на Олимпијским играма у Рио де Жанеиру 2016.

## Биографија
Јего је рођен у месту Чепотон у Тиндерету, округ Нанди.
Јего се заинтересовао за бацање копља као млад, да би потоме гледао видео снимке бацача копља као што су Јан Железни и Андреас Торкилдсен на Јутјубу како би разумео технику избачаја и начине тренирања у теретани.
2006. Јего је оборио јуниорски рекорд Кеније хицем од 67 метара. 2010. бацио је 74,51 м и освојио бронзану медаљу на Афричком првенству које је одржано у Најробију. 2011. је отишао на Афричке игре и постао шампион бацивши кенијски национални рекорд од 78,34 м. Ово је побољшало четрнаест година стар национални рекорд Пола Лагата (78,20 м). Након овог успеха, ИААФ је дала Јегу шестомесечну стипендију да тренира заједно са елитним тренерима у бацању копља у Европи, са циљем да се припреми за Олимпијске игре у Лондону 2012.
После два месеца тренинга у ИААФ акредитованом центру у Куортанеу у Финској, Јего се вратио у Кенију у априлу 2012. и бацио нови рекорд од 79,95 м. Поправио је кенијски рекорд на митингу у Куортанеу 22. јула 2012. где је бацио 81,12 метара. Током квалификационог кола за Олимпијске игре у Лондону 2012, оборио је сопствени национални рекорд за 69 см, на даљину од 81,81 м. То бацање је било довољно да га пошаље у финале где се пласирао на 12. место.
На Светском првенству 2013. у Москви Јего је завршио као четврти, поправивши свој кенијски рекорд за више од три метра на даљину од  85,40 м.

### Светско злато 2015. и Олимпијско сребро 2016.
Јего је наставио свој успон 2015. године, бацивши копље до новог кенијског рекорда од 86,88 м, 26. маја на митингу у Острави. 4. јуна се поправио на 87,71 м на митингу у Риму. Три дана касније, Јего је победио на Великој награди Британије у Бирмингему, бацивши у последњем покушају 91,39 м. Овај хитац био је нови афрички рекорд и најбољи хитац копље на свету од 2006.
Јего је 26. августа освојио златну медаљу на Светском првенству 2015. хицем од 92,72 м.
На Летњим олимпијским играма 2016. у Рио де Жанеиру, Јего је освојио сребро хицем од 88,24 м.

## Међународна такмичења
| Година                | Такмичење             | Место                   | Позиција              | Дисциплина            | Резултат              | Белешка               |
| Представљајући Кенију | Представљајући Кенију | Представљајући Кенију   | Представљајући Кенију | Представљајући Кенију | Представљајући Кенију | Представљајући Кенију |
| --------------------- | --------------------- | ----------------------- | --------------------- | --------------------- | --------------------- | --------------------- |
| 2010                  | Афричко првенство     | Најроби, Кенија         | 3.                    | Бацање копља          | 74.51 м               |                       |
| 2010                  | Игре Комонвелта       | Њу Делхи, Индија        | 7.                    | Бацање копља          | 69.60 м               |                       |
| 2011                  | Афричке Игре          | Мапуто, Мозамбик        | 1.                    | Бацање копља          | 78.34 м               |                       |
| 2012                  | Афричко првенство     | Порто Ново, Бенин       | 1.                    | Бацање копља          | 76.68 м               |                       |
| 2012                  | Олимпијске игре       | Лондон, Енглеска        | 12.                   | Бацање копља          | 77.15 м               |                       |
| 2013                  | Светско првенство     | Москва, Русија          | 4.                    | Бацање копља          | 85.40 м               |                       |
| 2014                  | Игре Комонвелта       | Глазгов, Шкотска        | 1.                    | Бацање копља          | 83.87 м               |                       |
| 2014                  | Афричко првенство     | Маракеш, Мароко         | 1.                    | Бацање копља          | 84.72 м               |                       |
| 2015                  | Светско првенство     | Пекинг, Кина            | 1.                    | Бацање копља          | 92.72 м               | АФР                   |
| 2016                  | Олимпијске игре       | Рио де Жанеиро, Бразил  | 2.                    | Бацање копља          | 88.24 м               |                       |
| 2017                  | Светско првенство     | Лондон, Енглеска        | 13.                   | Бацање копља          | 76.29 м               |                       |
| 2018                  | Игре Комонвелта       | Гоулд Коуст, Аустралија | 13.                   | Бацање копља          | 74.55 м               |                       |
| 2018                  | Афричко првенство     | Асаба, Нигерија         | 1.                    | Бацање копља          | 77.34 м               |                       |
| 2019                  | Афричке игре          | Рабат, Мароко           | 1.                    | Бацање копља          | 87.73 м               |                       |
| 2019                  | Светско првенство     | Доха, Катар             | 8.                    | Бацање копља          | 83.86 м               |                       |
| 2021                  | Олимпијске игре       | Токио, Јапан            | 24.                   | Бацање копља          | 77.34 м               |                       |
| 2022                  | Афричко првенство     | Порт Луј, Маурицијус    | 1.                    | Бацање копља          | 79.62 м               |                       |
| 2022                  | Светско првенство     | Јуџин, САД              | 14.                   | Бацање копља          | 79.60 м               |                       |
| 2023                  | Светско првенство     | Будимпешта, Мађарска    | 17.                   | Бацање копља          | 78.42 м               |                       |
| 2024                  | Афричке игре          | Акра, Гана              | 2.                    | Бацање копља          | 81.74 м               |                       |
| 2024                  | Афричко првенство     | Дуала, Камерун          | 1.                    | Бацање копља          | 80.24 м               |                       |
| 2024                  | Олимпијске игре       | Париз, Француска        | 5.                    | Бацање копља          | 87.72 м               |                       |

## Приватно
Јего је ожењен Синси Чемутаи. Имају два сина, Џарвиса и Фина.